# ボゾン (聖戦士ダンバイン)
ボゾン（Bozune）は、アニメ『聖戦士ダンバイン』に登場する架空の兵器。オーラバトラーの一種。

## 機体解説
ラウの国の技術陣がダーナ・オシーをベースに開発したオーラバトラー。ショット・ウェポンの手によらない初の量産型オーラバトラーでもある（資料によっては、ボゾンはダンバインの技術も採り入れて開発されたと記述されているものもあるが、第12話でラウの技術者たちが初めてダンバインの構造を調査した時点で既に本機は完成・稼働しているため、これは誤った情報である）。
ボゾンは反ドレイク陣営の主力機として技術提供を受けたナの国でも生産され、後に両国で共同開発する後継機ボチューンと共に最終決戦まで運用された。
物語前半の「エルフ城攻防戦」の際は、当時ドレイク軍ですら一部の上級騎士にしかオーラバトラーが与えられていない状況だったにもかかわらず、ラウの国ではロールアウト仕立てのボゾン本機が10機で編成された。そして、ボゾンの機動部隊はアの国の援軍として利用された。このように、ボゾンは非常に生産性に優れた機体設計であったが、総合性能は旧式のダーナ・オシーを僅かに上回る程度であったため、場合によっては敵の新型オーラ・ボム タンギーにすら圧倒される場面もあった。
武装スペックはオーラ・ソードが1本。加えて両掌に砲（一部資料ではボゾン砲と称される滑腔砲）が1門ずつ内蔵されている（地上界では火力強化の一環としてトルストール・チェシレンコの搭乗機のように内蔵砲をフレイ・ボムに換装した機体も少数存在した）。また、本機固有の追加兵装として内蔵砲の発射ガスを利用して複数の矢を打ち出す大型携行兵器ガッシュ（これは本来、大型の恐獣を狩猟するための装備であるが、その恐獣の外殻などを装甲材に用いたオーラ・マシンに対しても有効な武器となり得るという発想の転換から転用されたものである）を1基使用することも可能であり、ダーナ・オシーを上回る攻撃力を獲得している。
ボゾンの外観色は、ラウ国王フォイゾン・ゴウの専用機、ならびに指揮官用の機体はネイビーブルー色、その他の一般兵士用はスプリンググリーン色で塗装されている。ゼラーナ隊には指揮官用カラーの機体が配備され、ダーナ・オシーに替わるマーベル・フローズンの乗機として活躍。マーベルがボチューンに搭乗するようになってからはキーン・キッスやニー・ギブンらによって運用された（第22話では指揮官用カラーに塗装された機体が2機登場しマーベルとニーが使用している）。
最終決戦を前にした第45話では、ボゾンは左腕ごとオーラ・ショットを失ったマーベルのダンバインが本機の兵装であるガッシュを使用しているが、前述の通り、本来この兵装は本機の内蔵砲を利用した専用の射出構造をしているため、掌に砲を持たないダンバインがどのように発射したかは不明である。
2021年、ねとらぼ調査隊が、2021年11月16日から11月23日まで「聖戦士ダンバインTV版オーラバトラーで好きなのはどれ？」というテーマでアンケートを実施したところ、ボゾンは「オーラバトラー人気ランキング」で第11位であった。

## 備考
ゲーム『聖戦士ダンバイン 聖戦士伝説』では、リの国仕様機が登場。機体色は青。